# Ołeksandr Sycz
Ołeksandr Sycz (ur. 16 lipca 1964 we wsi Derć w rejonie rokicieńskim) – ukraiński polityk i historyk, działacz nacjonalistycznej partii Ogólnoukraińskie Zjednoczenie „Swoboda” i jej wiceprzewodniczący, przewodniczący Iwanofrankiwskiej Rady Obwodowej, deputowany VII kadencji, w 2014 wicepremier.

## Życiorys
Absolwent historii (1986) i prawa (1999) na Podkarpackim Uniwersytecie Narodowym im. Wasyla Stefanyka. Pracował w administracji lokalnej i jako asystent deputowanego. W 2000 został zatrudniony na Iwano-Frankiwskim Narodowym Technicznym Uniwersytecie Nafty i Gazu, gdzie doszedł do stanowiska docenta. Zajął się badaniami nad życiem i działalnością Stepana Łenkawskiego – głównego ideologa Organizacji Ukraińskich Nacjonalistów (OUN) i autora Dekalogu ukraińskiego nacjonalisty.
Działacz Ogólnoukraińskiego Zjednoczenia „Swoboda”, został wiceprzewodniczącym tej partii. W latach 2002–2006 pełnił funkcję zastępcy mera Iwano-Frankiwska. Od listopada 2010 do października 2012 pełnił funkcję przewodniczącego Iwanofrankiwskiej Rady Obwodowej. W wyborach parlamentarnych z października 2012 wybrany na deputowanego do Rady Najwyższej.
27 lutego 2014, po wydarzeniach Euromajdanu i odsunięciu od władzy Wiktora Janukowycza z Partii Regionów, objął stanowisko wicepremiera w pierwszym rządzie Arsenija Jaceniuka. Zakończył urzędowanie 2 grudnia 2014 (po przedterminowych wyborach parlamentarnych).
Powrócił do pracy naukowej, w 2015 i 2020 ponownie wybierany na radnego. W grudniu 2015 powrócił na funkcję przewodniczącego Iwanofrankiwskiej Rady Obwodowej.